# Campionati europei juniores di slittino 2018
I Campionati europei juniores di slittino 2018, trentanovesima edizione della manifestazione organizzata dalla Federazione Internazionale Slittino, si sono tenuti il 20 e il 21 gennaio 2018 a Winterberg, in Germania, sulla VELTINS EisArena, il tracciato sul quale si svolsero le rassegne europee juniores del 1978 e del 2012; sono state disputate gare in quattro differenti specialità: nel singolo uomini e in quello donne, nel doppio e nella gara a squadre.
Anche questa edizione, come ormai da prassi iniziata nella rassegna di Igls 2011, si è svolta con la modalità della "gara nella gara" contestualmente alla sesta e ultima tappa della Coppa del Mondo juniores 2017/2018, premiando gli atleti europei meglio piazzati nelle suddette quattro discipline.

## Risultati

### Singolo uomini
La gara è stata disputata il 21 gennaio 2018 nell'arco di due manches e hanno preso parte alla competizione 22 atleti (di cui uno non si è presentato alla partenza) in rappresentanza di 10 differenti nazioni; campione uscente era il tedesco Max Langenhan, che ha riconfermato il titolo anche in questa edizione, davanti ai connazionali Moritz Bollmann e David Nößler, alle loro prime medaglie europee di categoria.
| Pos. | Atleti            | Nazione  | Tempo    | Distacco |
| ---- | ----------------- | -------- | -------- | -------- |
|      | Max Langenhan     | Germania | 1'52"642 |          |
|      | Moritz Bollmann   | Germania | 1'53"122 | +0"480   |
|      | David Nößler      | Germania | 1'53"135 | +0"493   |
| 4    | Paul-Lukas Heider | Germania | 1'53"179 | +0"537   |
| 5    | Daniil Lebedev    | Russia   | 1'53"335 | +0"693   |
| 6    | Mathis Ertel      | Germania | 1'53"471 | +0"829   |
| 7    | Yannick Müller    | Austria  | 1'53"784 | +1"142   |
| 8    | Leon Felderer     | Italia   | 1'53"800 | +1"158   |
| 9    | Aleksej Dmitriev  | Russia   | 1'53"914 | +1"272   |
| 10   | Bastian Schulte   | Austria  | 1'53"933 | +1"291   |

### Singolo donne
La gara è stata disputata il 21 gennaio 2018 nell'arco di due manches e hanno preso parte alla competizione 23 atlete in rappresentanza di 9 differenti nazioni; campione uscente nonché vincitrice delle ultime tre edizioni, era la tedesca Jessica Tiebel, che ha concluso la gara al secondo posto; il titolo è stato pertanto vinto dalla connazionale Cheyenne Rosenthal davanti alla Tiebel e all'italiana Verena Hofer, alla sua prima medaglia continentale di categoria.
| Pos. | Atlete             | Nazione  | Tempo    | Distacco |
| ---- | ------------------ | -------- | -------- | -------- |
|      | Cheyenne Rosenthal | Germania | 1'28"306 |          |
|      | Jessica Tiebel     | Germania | 1'28"338 | +0"032   |
|      | Verena Hofer       | Italia   | 1'28"455 | +0"149   |
| 4    | Jessica Degenhardt | Germania | 1'28"602 | +0"296   |
| 5    | Kristina Šamova    | Russia   | 1'28"704 | +0"398   |
| 6    | Anna Berreiter     | Germania | 1'28"894 | +0"588   |
| 7    | Olesja Michajlenko | Russia   | 1'29"087 | +0"781   |
| 8    | Tat'jana Cvetova   | Russia   | 1'29"095 | +0"789   |
| 9    | Marion Oberhofer   | Italia   | 1'29"187 | +0"881   |
| 10   | Antonia Weisemann  | Germania | 1'29"197 | +0"891   |

### Doppio
La gara è stata disputata il 20 gennaio 2018 nell'arco di due manches e hanno preso parte alla competizione 24 atleti in rappresentanza di 8 differenti nazioni; campioni uscenti erano i tedeschi Hannes Orlamünder e Paul Gubitz, non riusciti a terminare la gara in questa edizione; il titolo è stato conquistato dai russi Dmitrij Bučnev e Daniil Kil'seev davanti ai connazionali Vsevolod Kaškin e Konstantin Koršunov e alla coppia rumena formata da Vasile Marian Gîtlan e Flavius Ion Crăciun, tutti alla prima medaglia continentale di categoria.
| Pos. | Atleti                                   | Nazione    | Tempo    | Distacco |
| ---- | ---------------------------------------- | ---------- | -------- | -------- |
|      | Dmitrij Bučnev Daniil Kil'seev           | Russia     | 1'27"251 |          |
|      | Vsevolod Kaškin Konstantin Koršunov      | Russia     | 1'27"283 | +0"032   |
|      | Vasile Marian Gîtlan Flavius Ion Crăciun | Romania    | 1'27"441 | +0"190   |
| 4    | Andrej Šander Semën Mikov                | Russia     | 1'27"531 | +0"280   |
| 5    | Hendrik Seibert Calvin Luke Meister      | Germania   | 1'27"618 | +0"367   |
| 6    | Max Ewald Jakob Jannusch                 | Germania   | 1'27"731 | +0"480   |
| 7    | Tomáš Vaverčák Matej Zmij                | Slovacchia | 1'27"790 | +0"539   |
| 8    | Mārtiņš Bots Roberts Plūme               | Lettonia   | 1'28"050 | +0"799   |
| 9    | Filip Vejdělek Zdeněk Pěkný              | Rep. Ceca  | 1'29"246 | +1"995   |
| 10   | Ihor Hoi Myroslav Levkovyč               | Ucraina    | 1'29"742 | +2"491   |

### Gara a squadre
La gara è stata disputata il 21 gennaio 2018 su una sola manche composta da tre frazioni: quella del singolo femminile, quella del singolo maschile e quella del doppio e hanno preso parte alla competizione 24 atleti in rappresentanza di 8 differenti nazioni; campione uscente era la formazione tedesca composta da Jessica Tiebel, Max Langenhan, Hannes Orlamünder e Paul Gubitz, squadra che ha riconfermato il titolo anche in questa edizione con lo stesso Langenhan ma con Cheyenne Rosenthal, Hendrik Seibert e Calvin Luke Meister al posto della Tiebel e di Orlamünder/Gubitz, davanti alla compagine italiana formata da Verena Hofer, Leon Felderer, Felix Schwarz e Lukas Gufler mentre sul terzo gradino del podio si è piazzato il team russo costituito da Kristina Šamova, Daniil Lebedev, Dmitrij Bučnev e Daniil Kil'seev.
| Pos. | Squadra    | Atleti                                                                        | Tempo    | Distacco |
| ---- | ---------- | ----------------------------------------------------------------------------- | -------- | -------- |
|      | Germania   | Cheyenne Rosenthal Max Langenhan Hendrik Seibert / Calvin Luke Meister        | 2'11"229 |          |
|      | Italia     | Verena Hofer Leon Felderer Felix Schwarz / Lukas Gufler                       | 2'11"906 | +0"677   |
|      | Russia     | Kristina Šamova Daniil Lebedev Dmitrij Bučnev / Daniil Kil'seev               | 2'11"959 | +0"730   |
| 4    | Romania    | Cezara Curmei Theodor Andrei Turea Vasile Marian Gîtlan / Flavius Ion Crăciun | 2'12"192 | +0"963   |
| 5    | Lettonia   | Elīna Ieva Vītola Gints Bērziņš Mārtiņš Bots / Roberts Plūme                  | 2'12"543 | +1"314   |
| 6    | Slovacchia | Andrea Pavlíková Marián Skupek Tomáš Vaverčák / Matej Zmij                    | 2'13"391 | +2"162   |
| 7    | Rep. Ceca  | Michaela Maršíková Michael Lejsek Filip Vejdělek / Zdeněk Pěkný               | 2'14"045 | +2"816   |
| 8    | Ucraina    | Olena Smaha Mychajlo Savyckij Ihor Hoi / Myroslav Levkovyč                    | 2'14"471 | +3"242   |

## Medagliere
| Posizione | Nazione  | Oro | Argento | Bronzo | Totale |
| --------- | -------- | --- | ------- | ------ | ------ |
| 1         | Germania | 3   | 2       | 1      | 6      |
| 2         | Russia   | 1   | 1       | 1      | 3      |
| 3         | Italia   | 0   | 1       | 1      | 2      |
| 4         | Romania  | 0   | 0       | 1      | 1      |
| Totale    | Totale   | 4   | 4       | 4      | 12     |